# Pyoderma gangrenosum
 Mise en garde médicale
Pyoderma gangrenosum (aussi appelée pyodermite phagédénique ou phagédénisme géométrique) est une maladie qui provoque la nécrose des tissus, ce qui provoque des ulcères profonds, généralement sur les jambes. Quand les lésions surviennent, elles peuvent entraîner des plaies chroniques, très douloureuses, mais rarement mortelles. Dans un premier temps, elles ressemblent généralement à des piqûres d'insectes, avant de s'étendre, puis de former un large ulcère.

## Épidémiologie
La maladie a été identifiée en 1930. Elle touche moins d'une personne sur 100 000 par an. Même si elle peut affecter les personnes de tout âge, elle touche surtout les individus de trente à soixante ans, autant femmes que hommes ou avec une légère prédominance féminine. Elle est associée dans la moitié des cas avec une maladie systémique et dans un tiers des cas avec une maladie inflammatoire chronique de l'intestin.

## Cause
La cause en est inconnue. Le mécanisme est probablement immunologique.
La lésion peut apparaître sur une plaie, en particulier opératoire.

## Description

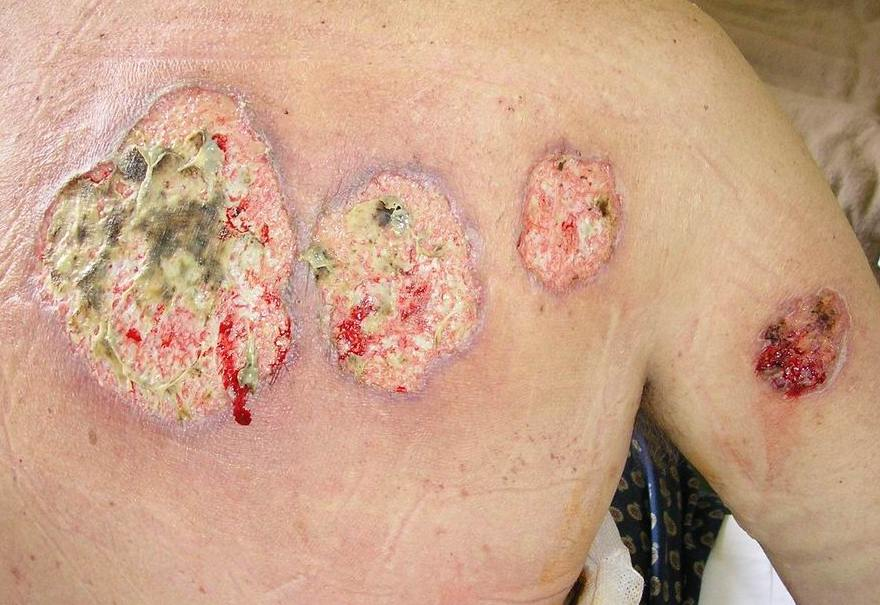
Pyoderma gangrenosum

Il se manifeste par un ulcère, le plus souvent sur une jambe. Il débute par de petites papules qui vont s'ulcérer puis confluer pour former un ulcère de vaste taille. Il peut s'accompagner d'une fièvre, de douleurs musculaires ou articulaires.

## Traitement
Le traitement comporte soit des corticoïdes, soit de la ciclosporine, avec des résultats équivalents mais incomplets, moins de la moitié des patients cicatrisant au bout de six mois.
Les inhibiteurs du TNF peuvent également être employés, dont l'infliximabou l'adalimumab.
La prise en charge de la douleur est capitale et peut nécessiter de faire appel à un service spécialisé.